# Cultura de Uruguay
La cultura de Uruguay es naturalmente diversa, debido a que es un país pluricultural, como consecuencia de su población compuesta mayormente por inmigrantes. Debido a su situación geográfica y porque los límites de las expresiones culturales no reconocen las fronteras políticas, comparte varios componentes culturales con sus países vecinos. 
Las tradiciones criollas, afrouruguaya y a los usos y costumbres de inmigrantes europeos consolidaron el particular patrimonio cultural del país.

## Folklore
En el folklore de Uruguay a nivel de las leyendas presentes en la cultura de este país, podemos mencionar a las leyendas de la luz mala y del negrito del pastoreo. El folklore del país tiene como característica ser muy rico y variado; entre los ritmos típicos encontramos el cielito, la vidalita, el gato, la cifra, la milonga, la chamarrita, la ranchera, la serranera, la payada (forma poético-musical de gran difusión en el medio rural), el arte del payador consiste en cantar creando los versos en el mismo momento en que se canta. Payadores uruguayos fueron Néstor Feria, Washington Montañez y Daniel Krause, también debemos mencionar el rasguido doble, la canción litoraleña, el vals y la habanera. El folklore musical uruguayo surgió de la adaptación de danzas y canciones europeas llegadas a esta tierra durante los siglos XVIII y XIX.

## Arte

### Música

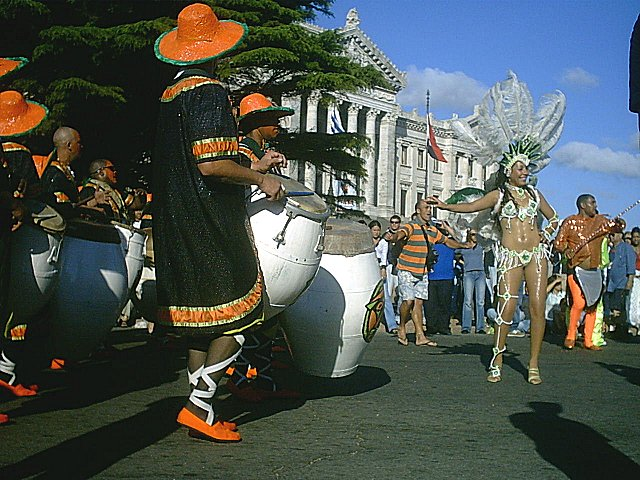
Comparsa tocando frente al Palacio Legislativo en la primera celebración del Día Nacional del Candombe.

La música uruguaya comparte muchos ritmos tradicionales con sus vecinos: por el norte y por el este con Brasil, por el oeste y a través del Río de la Plata, con Argentina, e, inclusive, con el Paraguay, ya que la cultura guaranítica atraviesa las provincias del Litoral argentino y penetra en la Banda Oriental. Así aparecen géneros compartidos como la milonga, el gato, el estilo, la litoraleña, el pericón, la cifra, la chamarrita, la vidalita, el rasguido doble, el triste, el cielito, la maxixa, el xote, la polca,  etc.
Pero la música de Uruguay posee además ritmos que le son exclusivos, como el candombe y la murga, que tienen su apogeo en el Carnaval, o la serranera, creada en Treinta y Tres por Rubén Lena. 
La música rioplatense por excelencia es el tango (y su hermana, la milonga), cuentan con desarrollo propio en Uruguay. Se destacan numerosos músicos e intérpretes, como José Razzano, Gerardo Matos Rodríguez, Alfredo Eusebio Gobbi, Francisco Canaro, Julio Sosa, Alberto Mastra, César Zagnoli, Horacio Ferrer, Gustavo Nocetti, Eustaquio Sosa, Donato Racciatti, Miguel Villasboas, Luis Di Matteo, Raúl Jaurena, Héctor Ulises Passarella, Julio Cobelli.
La murga, el candombe, el folklore uruguayo y el canto popular forman parte de la identidad cultural uruguaya. Entre los músicos y cantantes destacados se encuentran, Daniel Viglietti, Numa Moraes, Cuarteto Ricacosa, Jaime Roos, Jorge Drexler, Rubén Olivera, Fernando Cabrera, Eduardo Mateo, Rubén Rada, Alfredo Zitarrosa, Leo Maslíah, Laura Canoura, entre varios otros. El rock uruguayo forma gran parte de su popularidad, algunas bandas populares son: el Cuarteto de Nos, la Vela Puerca, No Te Va Gustar, La Triple Nelson, Buitres, Buenos Muchachos, La Trampa.

### Teatro

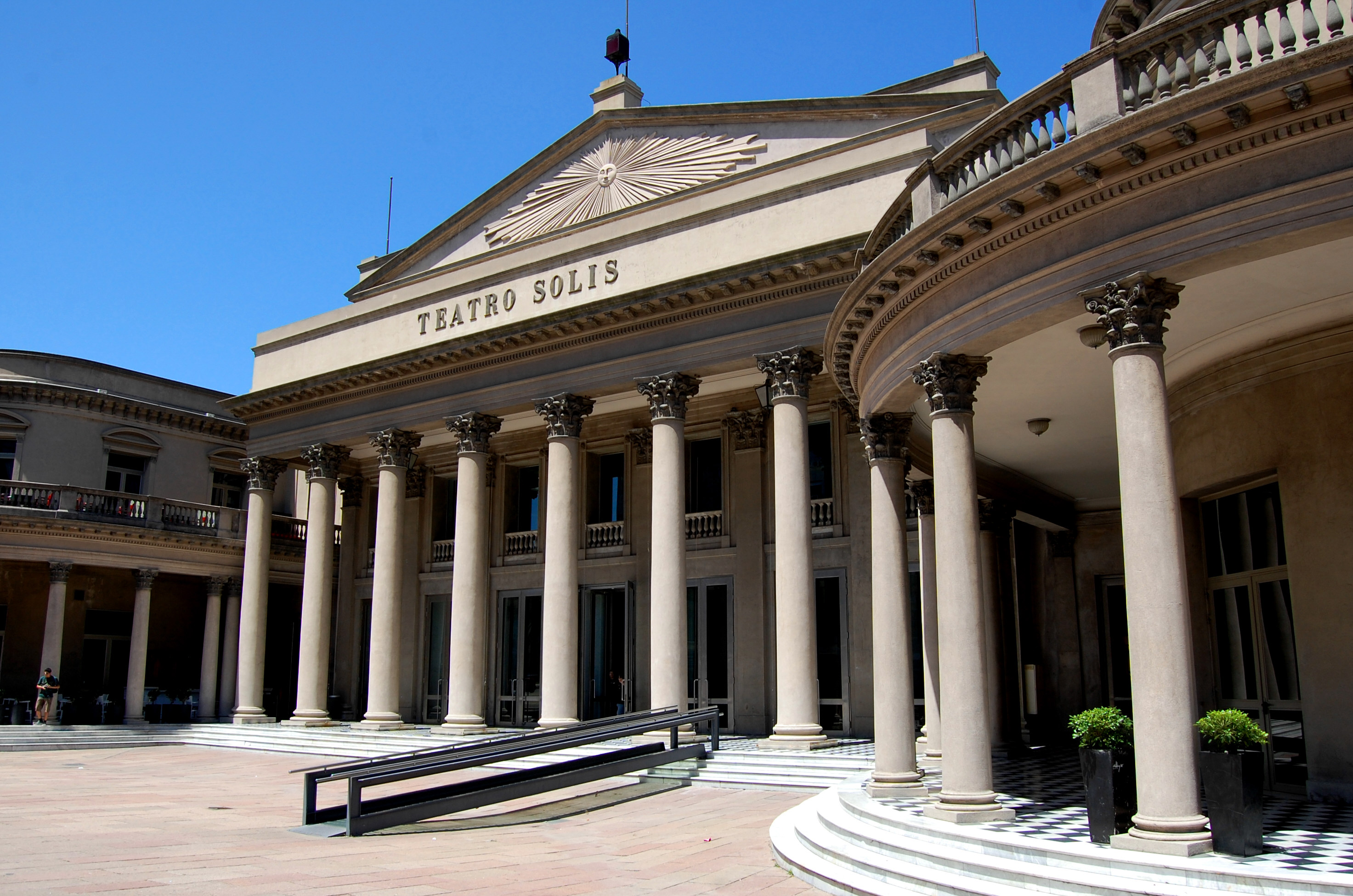
Teatro Solís en Montevideo

El teatro uruguayo es uno de los más importantes en Latinoamérica. Y es la mayor expresión artística del país. Actualmente Uruguay cuenta con más de 70 salas teatrales, más de 30 en Montevideo, donde se presentan obras de autores nacionales, así como adaptaciones de teatro universal.

### Pintura

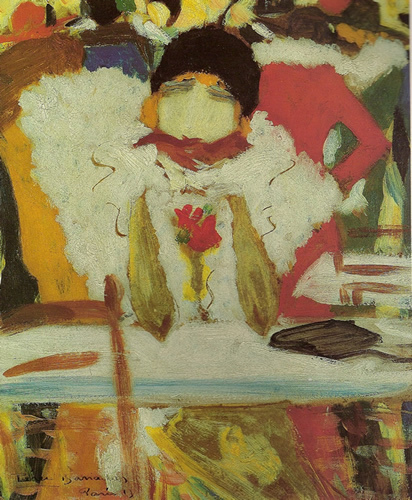
Rafael Barradas, El Tango, óleo sobre cartón, 44 × 36,5 cm (1913) Museo Nacional de Bellas Artes (Argentina)

Desde la pintura de tradición académica de Juan Manuel Blanes, considerado el pintor de la patria, hasta las últimas expresiones del arte joven, Uruguay cuenta con numerosos artistas y movimientos destacables.
El contacto con vanguardias europeas, así como becas de estudio en el exterior otorgadas por diferentes instituciones, constituyen el acervo base de la pintura uruguaya. Se destacan Carlos Federico Sáez, Pedro Figari, Alfredo De Simone, José Cuneo Perinetti, Rafael Barradas.
El constructivismo del maestro Joaquín Torres García y sus discípulos, entre ellos: José Gurvich, Gonzalo Fonseca, Julio U. Alpuy, Alceu Ribeiro, Edgardo Ribeiro y muchos otros.
Dentro del arte moderno destaca el movimiento Madí con Carmelo Arden Quin, Rhod Rothfuss y Rodolfo Ian Uricchio. De otras vertientes surgen artistas geométricos como José Pedro Costigliolo y María Freire.
Otros pintores uruguayos destacados: Carlos María Herrera, Guillermo Laborde, Petrona Viera, Carmelo de Arzadun, Ernesto Laroche, Felipe Seade, Nelson Ramos, Clever Lara, Jorge Páez Vilaró, Lacy Duarte, entre muchos otros.

### Escultura
Se destacan las esculturas y monumentos clásicos en plazas y parques, realizados por Juan Manuel Ferrari, José Belloni y José Luis Zorrilla de San Martín, entre otros. De los escultores contemporáneos cabe señalar a Germán Cabrera, Eduardo Yepes, Gonzalo Fonseca, Octavio Podestá, Águeda Dicancro, Mariví Ugolino y Ricardo Pascale, entre otros.

### Nuevos medios
Existe una gran cantidad de artistas y productores culturales de diversas líneas que trabajan tanto en el país como en el exterior. Además del pabellón propio en la Bienal de Venecia, en Italia, artistas uruguayos también exponen asiduamente en las bienales de San Pablo, Mercosur y de La Habana, entre otras.
Entre los nombres que se destacan en la escena del arte contemporáneo uruguayo destacan en la escena local e internacional Martín Sastre, Luis Camnitzer, Fernando López Lage, Cecilia Vignolo, Dani Umpi, entre muchos otros.

### Literatura
La poesía nace con Bartolomé Hidalgo, iniciador de la corriente gauchesca y autor de los famosos cielitos. Los románticos se hallan representados en la obra de Adolfo Berro.
En 1900 Julio Herrera y Reissig es el precursor de la poesía modernista hispanoamericana. Algunos de los cuentos uruguayos más conocidos fueron escritos por Horacio Quiroga y Francisco Espínola. Entre los líricos destacan Emilio Frugoni y Emilio Oribe. Entre los valores intelectuales con producción actual, sobresalen Juan Carlos Onetti, Carlos Martínez Moreno, Eduardo Galeano, Mario Benedetti y Washington Benavides. En el teatro destaca Florencio Sánchez. Otras poetas: Juana de Ibarbourou, Delmira Agustini, Idea Vilariño e Ida Vitale.

### Cine
El cine uruguayo se puede considerar que nace en 1919, si bien ya en 1898 se había rodado el primer documental. En general se ha caracterizado por coproducciones uruguayas-extranjeras. Podemos destacar El lugar del humo (1979), Mataron a Venancio Flores (1982), etc. Durante su historia tuvo momentos en que se esperaba que se produjera un despegue que finalmente nunca se daba, podemos decir que a partir del año 2003 comienza una etapa de éxitos.
Los principales exponentes del cine actual uruguayo son Juan Pablo Rebella y Pablo Stoll, quienes en 2005 ganaron el Premio Goya a la mejor película extranjera de habla hispana, también el Festival de Cine de Cannes, premio FIPRESCI (2004), con el filme Whisky. El Premio Goya ya había sido obtenido por un uruguayo en 2003, cuando Diego Arsuaga lo ganara por su película El último tren. Otras producciones uruguayas destacadas son: 25 Watts, El viaje hacia el mar, En la puta vida, El viñedo y El baño del Papa. Entre los documentalistas se destaca Mario Handler.
Cabe también resaltar a César Charlone como director de fotografía del filme brasileño Ciudad de Dios, por el cual fue nominado al premio Óscar.
Así mismo, Jorge Drexler es el primer uruguayo en recibir un premio Óscar, que obtuvo por la canción Al otro lado del río. Esta fue a su vez la primera en lengua no inglesa en obtener este premio. Integra la banda sonora de la película Diarios de motocicleta, dirigida por el brasileño Walter Salles y protagonizada por el mexicano Gael García Bernal en el papel del revolucionario argentino Ernesto "Che" Guevara.
En los últimos años el gobierno uruguayo ha dado algunos incentivos a las filmaciones y producciones. Por ley, se creó el Instituto del Cine y el Audiovisual del Uruguay (ICAU). Parte del filme Vicio en Miami se filmó entre el balneario Atlántida y la ciudad de Montevideo, donde la rambla hizo las veces del malecón de La Habana, Cuba, y el edificio del BID en Ciudad Vieja aparece como un banco en Ginebra, Suiza. Han surgido varias productoras que, asociadas con contrapartes extranjeras, producen películas y cortos publicitarios para el mercado internacional.

## Humor
El humor uruguayo ha encontrado varios canales de expresión.
En televisión vivió épocas de gloria. En 1962 se inicia el programa Telecataplúm en Canal 12, que pronto cruzó a la Argentina, donde triunfó. Los cómicos Ricardo Espalter, Enrique Almada, Raimundo Soto, Eduardo D'Angelo, Julio Frade, Berugo Carámbula, Henny Trayles y Gabriela Acher se hicieron famosos en todo el continente. Algunos de ellos iniciaron en 1977 el programa Decalegrón en Canal 10, que estuvo vigente durante casi veinticinco años ininterrumpidos.
También encuentra su lugar en la radio. En los últimos años ha sido sumamente exitoso el programa Malos Pensamientos, conducido por Orlando Petinatti.
El uruguayo ha ido cambiando, y dejó prejucios de lado y fue aceptando a los creadores de contenido. En YouTube apareció en sus orígenes El Bananero un creador de humor uruguayo, que subía videos antes de la aparición de Youtube. Un humor que contradice toda tranquilidad y sobriedad de expresión del Uruguayo y Uruguaya típica, y se transformó en una figura de culto dentro de ese humor altisonante.
Eso comenzó un antes y un después, fue creciendo la forma de consumo de los productos audiovisuales y apareció otro emblema como Tiranos Temblad quién también mostró otra forma de entretenimiento en los nuevos medios de exposición mediática.
De ahí en más, aparecieron fugazmente youtubers de éxito repentino y de grandes cantidades de consumo, dichos los cuales revivieron "bloopers" y "cámaras ocultas" de décadas pasadas, entre ellos Dosogas y Dosbros de fama y éxito altísima, ahora disueltos y con proyectos, algunos de ellos, en el exterior.
Es tan nuevo el mundo de los canales digitales, que van apareciendo artistas de ideologías nuevas e inesperadas.
Uruguay creíaque no iban a poder transitar o elaborar ese tipo de humor, por el año 2018 aparecía un canal llamado No Hacía Falta creado por el comediante y cantante Garnuva un canal con un humor que no parece Uruguayo, por la rotura de todo patrón que hacen jugar con el absurdo por las ideas de deconstrucción humorísticas presentadas. Evidentemente estos youtubers y creadores han traído humor y ocurrencias nuevas a Uruguay desde otras pantallas y para consumirlo de otra manera.

## Cinofilia
Una raza canina ha estado estrechamente vinculada al Uruguay y a su cultura, el Perro Cimarrón o "Cimarrón Uruguayo". Ya desde los comienzos mismos de la nación, cuando la cultura propiamente uruguaya se iba modelando junto con el siglo XIX, este perro ha estado presente, basta recordar la célebre frase de Artigas: "Si me quedó sin soldados, pelearé con perros cimarrones". A partir de 1989 esta raza es reconocida por el Kennel Club del Uruguay, transformándose así en la única raza propiamente uruguaya.

## Religión
Estado laico, con absoluta libertad de cultos. La religión mayoritaria es el catolicismo, con un 40% de adeptos, aunque gran parte de este porcentaje no son practicantes. Hay 12% de protestantes y un 2 % de judíos. Aproximadamente el 41% de la población no profesa ninguna religión.

## Filosofía
Cabe destacar a Carlos Vaz Ferreira y Arturo Ardao. Arturo Ardao fue unos los más importantes. Un poco sobre su biografía:
Arturo Ardao estudió en la Universidad de la República, Uruguay, recibiéndose de Doctor en Derecho y Ciencias Sociales. Continuó vinculado a esa casa de estudios, dedicándose a la Filosofía y abriendo un nuevo campo en el estudio de la Historia de las ideas.
Integró el Consejo Directivo Central de la Universidad de la República. Fue Director del Instituto de Filosofía, y posteriormente Decano de la Facultad de Humanidades y Ciencias.
También Carlos Vaz Ferreira fue un importante personaje. Resumen de su biografía: Nace en Montevideo el 15 de octubre de 1872. Fue hermano de la poetisa María Eugenia Vaz Ferreira. En 1897 publica "Curso expositivo de Psicología elemental" y en 1898 otro libro sobre Lógica Formal. Desde 1897 es además catedrático de Filosofía en Educación Secundaria que entonces dependía de la Universidad de la República. En 1903 se recibe como abogado. En 1905 publica "Ideas y Observaciones" que reúne trabajos de menor dimensión previamente publicados y otros nuevos. La gran extensión de la obra motivó al autor a publicarla posteriormente en dos volúmenes separados.

## Idiosincrasia
La primera mitad del siglo XX vio un país satisfecho de sí mismo, al punto que una frase que autodefinió a los uruguayos por mucho tiempo fue "Como Uruguay no hay". Los sociólogos definieron tradicionalmente a la sociedad uruguaya como mesocrática e hiperintegrada.
No obstante, a principios del siglo XXI se notan muchos signos de atomización social, con diferencias que se van haciendo cada vez más notorias. Un ejemplo de la resignación o estoicismo ante los problemas personales o sociales es la frase "Es lo que hay, valor", popularizada por el relator de fútbol Alberto Kesman.

## Fútbol
El fútbol en Uruguay es por amplitud el deporte más popular y es reconocido como un «país futbolizado» porque forma parte de su identidad nacional. Es practicado tanto a nivel profesional como aficionado, desde niños (baby fútbol) hasta veteranos.
Actualmente el fútbol uruguayo de mayores está organizado por la Asociación Uruguaya de Fútbol (AUF), fundada el 30 de marzo de 1900,3 tanto en la rama masculina como femenina, y cuenta con 42 equipos principalmente de Montevideo. Además, hay otros campeonatos en Uruguay que son organizados por otras asociaciones, de carácter aficionado, como la Organización del Fútbol del Interior (OFI) en el interior del país, la Liga Universitaria de Deportes, y la Organización Nacional de Fútbol Infantil (ONFI), que regula las categorías de baby fútbol. Entre fútbol y futsal hay 160 000 futbolistas, de los cuales el 6,5% son mujeres. El estilo de juego aplicado tradicionalmente por los futbolistas uruguayos es denominado «garra charrúa», enmarcado dentro del «fútbol sudamericano», de carácter individual improvisado.
La Selección de fútbol de Uruguay ha obtenido dos Campeonatos Mundiales en 1930 y 1950, las medallas de oro conseguidas en los Juegos Olímpicos de 1924 y en 1928 y quince ediciones de la Copa América; este profuso palmarés contrasta con la escasa población del país (3,5 millones de habitantes).12 Los dos grandes equipos, el Club Nacional de Football y el Club Atlético Peñarol, ganaron en total ocho ediciones de la Copa Libertadores y seis de la Copa Intercontinental. El Estadio Centenario que fue sede de la Copa Mundial de Fútbol de 1930 fue reconocido por la FIFA como Monumento Histórico del Fútbol Mundial.
El estilo habitual del balompedista uruguayo está incluido dentro de lo que se denomina «fútbol sudamericano» (Argentina, Bolivia, Brasil, Chile, Colombia, Ecuador, Perú, Paraguay, Uruguay y Venezuela) y dentro de este, del «fútbol rioplatense» (Uruguay y Argentina).
Tradicionalmente, en el Río de la Plata el fútbol se aprendió y desarrolló popularmente en espacios o parques libres, denominados «potreros», sin ninguna supervisión institucional ni preparación para su práctica.17 Estas circunstancias permitieron el amplio desarrollo de un estilo especial, conocido como «fútbol de potrero», poco regulado, muchas veces masivo, sin entrenadores, capitanes ni padres.